# Albert-Augustin-Joseph Duhot
Pour les articles homonymes, voir Duhot.
Albert-Augustin-Joseph Duhot, né le 17 juin 1767 à Condé-sur-l'Escaut et mort le 8 janvier 1851, est membre et secrétaire du Conseil des Cinq-Cents, rédacteur d'un des titres du Code civil

## Biographie
Il est avocat, ex législateur et jurisconsulte, membre et secrétaire du Conseil des Cinq-cents, rédacteur d'un des titres du Code Civil. Il entre le 4 août 1808 dans la Société d’Emulation de Cambrai et devient correspond en 1826.